# Invasión de Dinamarca
La invasión de Dinamarca por Alemania fue parte de la Operación Weserübung ejecutada el 9 de abril de 1940, cuando los alemanes cruzaron la frontera danesa, violando su neutralidad. Para evitar un inútil derrame de sangre, el gobierno danés se rindió casi inmediatamente, y como recompensa se les respetó su autonomía, permitiéndose indirectamente, y de manera clandestina el escape de la comunidad judía. La campaña alemana contra Dinamarca fue la más breve de la historia militar.
La ocupación alemana se volvió hostil cuando los daneses empezaron a ejecutar labores de sabotaje en el verano de 1942. Dicha ocupación finalizó el 5 de mayo de 1945, cuando Alemania se rindió a los Aliados.

## Antecedentes
La exitosa política de neutralidad de Dinamarca durante la Primera Guerra Mundial había animado al gobierno danés a mantenerla durante la Segunda. No queriendo provocar a los alemanes, se redujo el ejército danés de 30.000 efectivos a menos de 15 000.
La decisión alemana de invadir Dinamarca surgió de la necesidad de invadir Noruega, que representaba un excelente campo para lanzar ataques aéreos al Reino Unido y asegurar el suministro de hierro de Suecia. Dinamarca ocupaba una posición estratégica, ya que desde sus bases aéreas podían despegar aviones a Noruega. El mayor interés alemán se centraba en hacerse con el control de los aeródromos de Aalborg, en Jutlandia. Con ello, se lograría extender el sistema germano de defensa aérea y hacer más complejos los bombardeos británicos sobre el norte de Alemania. No obstante, se conoce que hasta febrero de 1940 la decisión no había sido tomada. Además, partes del territorio danés había sido alemán entre 1864 y 1918, aunque Hitler no tenía mucho interés en reclamarlos. Sin embargo, la captura de un barco alemán por parte de los ingleses en aguas noruegas llevó a Hitler a la conclusión de que Reino Unido no respetaría la neutralidad de Noruega y decidió ocuparla, y esto a su vez implicaba la necesaria ocupación de Dinamarca.

## La invasión

### Ejércitos enfrentados
El día de la invasión, las fuerzas danesas consistían en 14.500 soldados, de los cuales 8.000 eran reclutas. Estaban divididos en la División Zeeland y la División Jutland, y en total eran 8 regimientos de infantería, 2 de caballería y 3 regimientos de artillería. Sólo 2.000 hombres estaban acuartelados en el sur de Jutlandia. La División Zeeland poseía sólo dos tanquetas Landsverk compradas a Suecia y que poco podían hacer frente a los Panzers germanos.
El general alemán Nikolaus von Falkenhorst estaba al mando de las 170.ª y 198.ª divisiones de infantería de la Wehrmacht: se planeó que la 198ª División ocuparía Selandia y las islas del sur, así como Copenhague, al mismo tiempo que paracaidistas tomarían la fortaleza de Masnesø y un puente cercano. Por su parte la 170.ª División y dos compañías Panzer, con 36 carros en total, atravesarían de sur a norte la costa este de Jutlandia. Otros cuerpos avanzarían de forma paralela por la costa norte de Jutland para asistir a los paracaidistas que estarían ocupando los aeródromos. Como apoyo, avanzarían unos 70 Panzer, varios batallones de ametralladoras, artillería pesada y baterías antiaéreas, además de tres trenes blindados. La Luftwaffe proporcionó 10 escuadrones de cazas y 10 escuadrones de bombarderos, con un total de 527 aparatos.

### Ataque alemán
A las 4 de la madrugada, el embajador alemán en Dinamarca, von Renthe-Fink, llamó al Ministro de Relaciones Exteriores danés, Munch, y pidió una entrevista urgente. Cuando se reunieron veinte minutos después se le notificó a Munch que en aquel mismo momento las tropas alemanas estaban entrando a su país. Se le dijo que se había hecho esto para «proteger» a Dinamarca de una invasión anglo-francesa, y se le exigió que no ofrecieran resistencia y que se abriera el diálogo a las autoridades alemanas, amenazando con que de lo contrario, se bombardearía Copenhague.
En efecto, a las 04:15 a. m. la invasión germana ya había comenzado. Los paracaidistas habían tomado sus objetivos, incluyendo la fortaleza de Masnesø. Al mismo tiempo se hacían desembarcos en las islas del país.

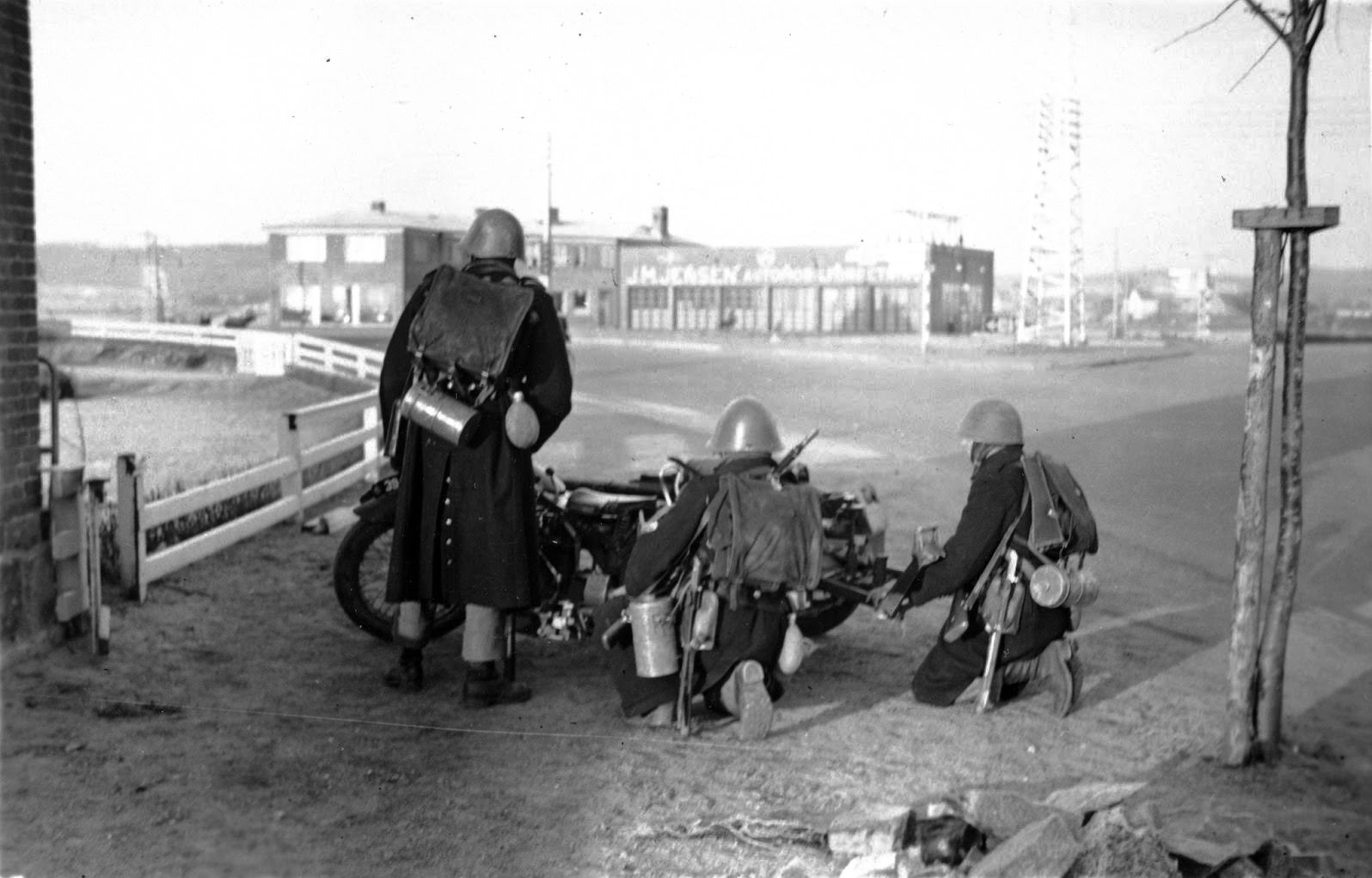
Soldados daneses junto a un cañón antitanque, en las primeras horas de la invasión.

A las 04:20 a. m. el barco alemán «Hansestadt Danzig» desembarca en Copenhague un batallón del 308º Regimiento de Infantería de la Wehrmacht. Ayudados por la sorpresa, los alemanes tomaron diversos puntos de la ciudad sin apenas encontrar resistencia, centrando sus esfuerzos en capturar el Palacio Amalienborg. Pero cuando se acercaron la residencia del Rey Cristián X, los daneses trajeron refuerzos al edificio y se iniciaron choques entre la guarnición y las tropas alemanes. El combate concluyó rápido con sólo un herido danés y los alemanes retirándose, sin deseos de herir al rey. Dentro del palacio, se discutía la situación entre los ministros y los jefes militares. Mientras tanto, los bombarderos alemanes ya habían llegado a la ciudad y estaba dando vueltas sobre la misma, presionando a los daneses a rendirse. Finalmente, todos los presentes en el palacio, excepto el Comandante Supremo Danés General William Wain Prior, llegaron a la conclusión de que la resistencia era inútil y a las 06:00 enviaron un mensajero para dar la noticia al embajador alemán.
Mientras tanto, a las 05:25 los Messerschmitt Bf 110 alemanes ya habían llegado al aeródromo de Værløse, donde estaba toda la fuerza aérea danesa, que no era mucha. En ese momento los aviones estaban calentando, por lo que en cuestión de minutos se pudo neutralizar a toda la Fuerza aérea danesa.
Cuando se dio la orden de rendición, el comandante danés Bennike del 4.º Regimiento de Infantería estacionado en Roskilde, creyendo que Suecia también había sido atacada, se dirigió con sus tropas a Helsingor para tomar el ferry y escapar a Suecia para continuar la lucha allí. De esta manera, una hora después llegaron a suelo sueco, pero cuando se dieron cuenta del trato amable que estaban recibiendo los daneses de parte de los alemanes, muchos regresaron de vuelta a Dinamarca.

## Consecuencias
La principal consecuencia de esta invasión fue la Ocupación de Dinamarca por la Alemania Nazi, la cual duró hasta mayo de 1945, cuando las últimas tropas alemanas acuarteladas en el país se rindieron a los ejércitos británicos sin oponer resistencia significativa. 
Existió un inicial trato benévolo de Alemania al pueblo danés durante los primeros años de la ocupación militar, lo cual se puede explicar basándose en la ideología de la superioridad racial nórdica que consideraba a los daneses como "pueblo confiable" para el Reich. Debido a esta situación Dinamarca fue considerada un "protectorado modelo" por Hitler, al punto que se permitió al Parlamento danés seguir funcionando y se mantuvo en libertad al rey Cristián X, aunque los nazis impusieron censura de prensa y controlaban cada aspecto de la vida política y económica del país.
A partir de mediados de 1943 los ocupantes alemanes impusieron medidas represivas contra los daneses debido al aumento de la resistencia clandestina por la marcha de la guerra, que ya era desfavorable a los nazis para ese entonces; no obstante, antes de ese periodo final de la ocupación el Tercer Reich pretendía convencer a los daneses y otras naciones escandinavas para unirse a ellos, en vez de obligarlos mediante la fuerza.

### Pie de página
1. ↑  Dildy (2007); pág. 15
2. ↑  Dildy (2007); pág. 16
3. 1 2  Clodfelter, Micheal (2017). Warfare and Armed Conflicts: A Statistical Encyclopedia of Casualty and Other Figures, 1492-2015, 4th ed (en inglés). McFarland. p. 436. ISBN 978-0786474707.
4. ↑  Dildy (2007); pág. 34
5. ↑  Lindeberg (1990); pág. 8
6. ↑  Dildy (2007); pág. 9
7. ↑  Dildy (2007); pp. 35-36
8. ↑  Dildy (2007); pág. 12
9. ↑  Lindeberg (1990); pág. 9
10. ↑  Dildy (2007); pág. 36
11. ↑  Lindeberg (1990); pág. 23